# Martinikerk (Franeker)

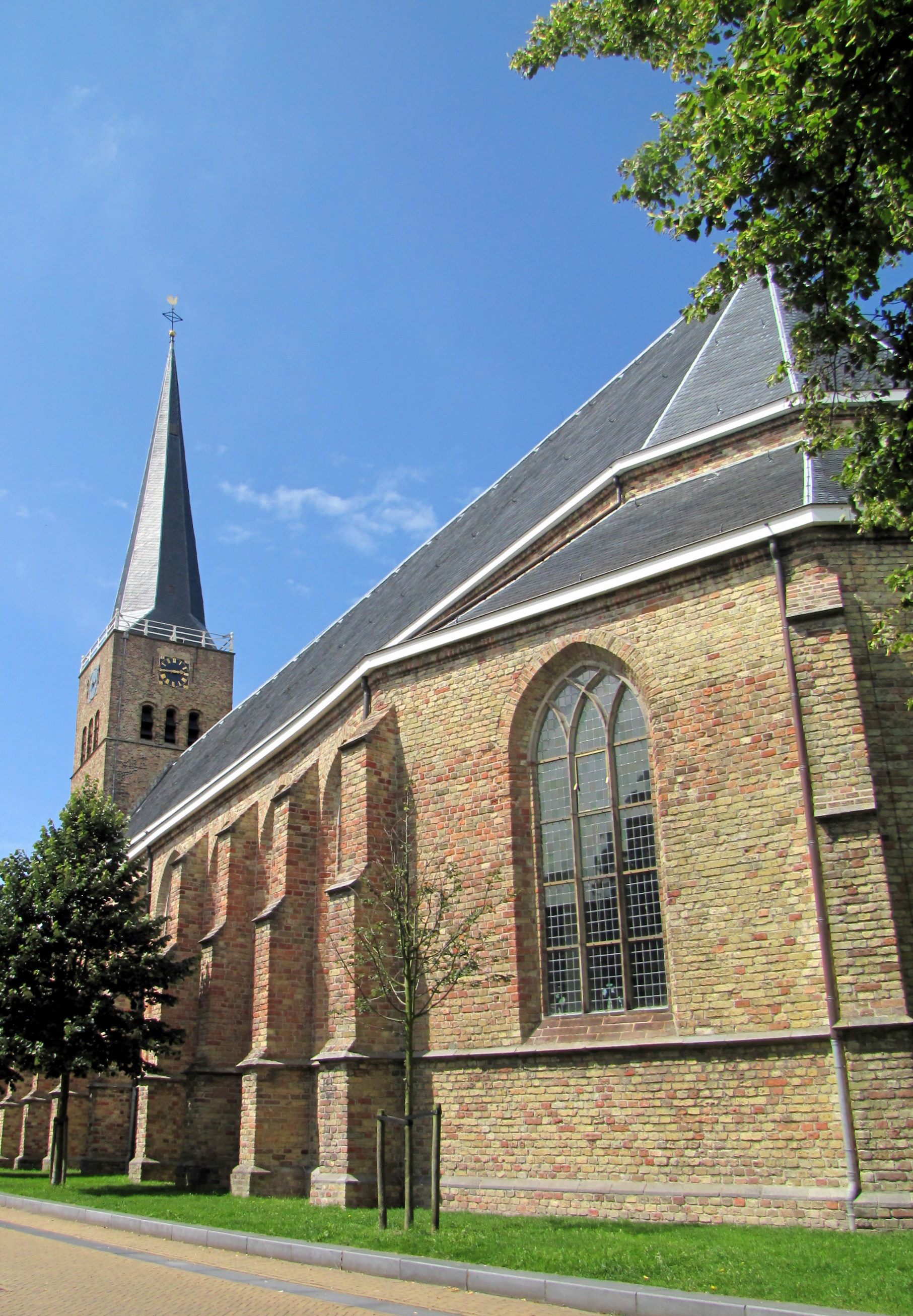
Vista frontal da igreja.

Martinikerk é uma igreja construída no século XV onde está localizada em Franeker na província holandesa de Frísia.

## Descrição
A igreja foi originalmente dedicado à Martin. A pseudo-basílica tem 30 pilares entre a nave e os corredores e 12 pilares ao redor do coro. Sobre os pilares são afrescos representando os santos : Domingos, Francisco, Lucas, Tiago Maior, Sebastião, Adriano, Huberto, Roque, Clotilde, Catarina de Alexandria, Margarida e Apolônia de Alexandria.

## Galeria

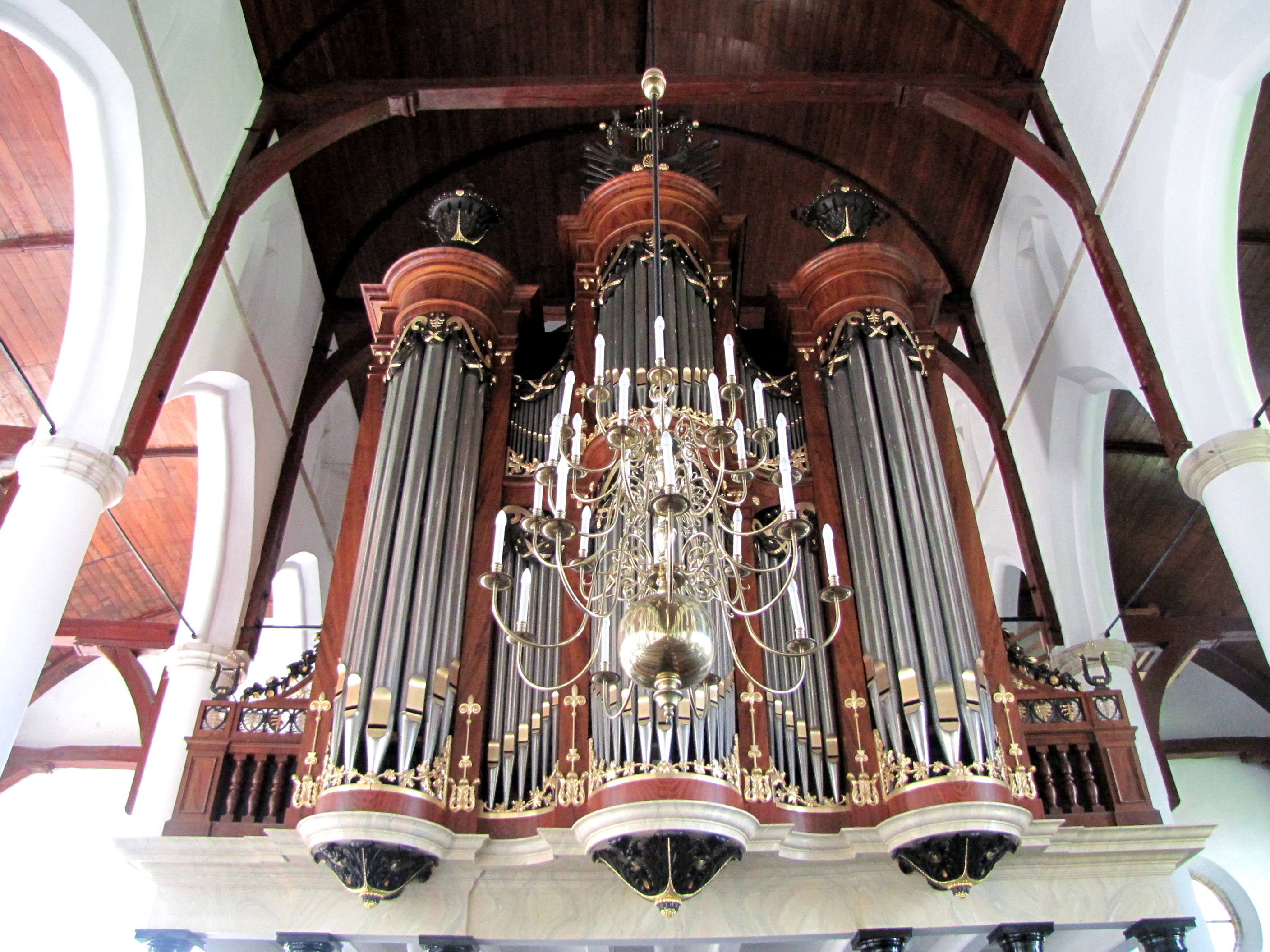
Órgão
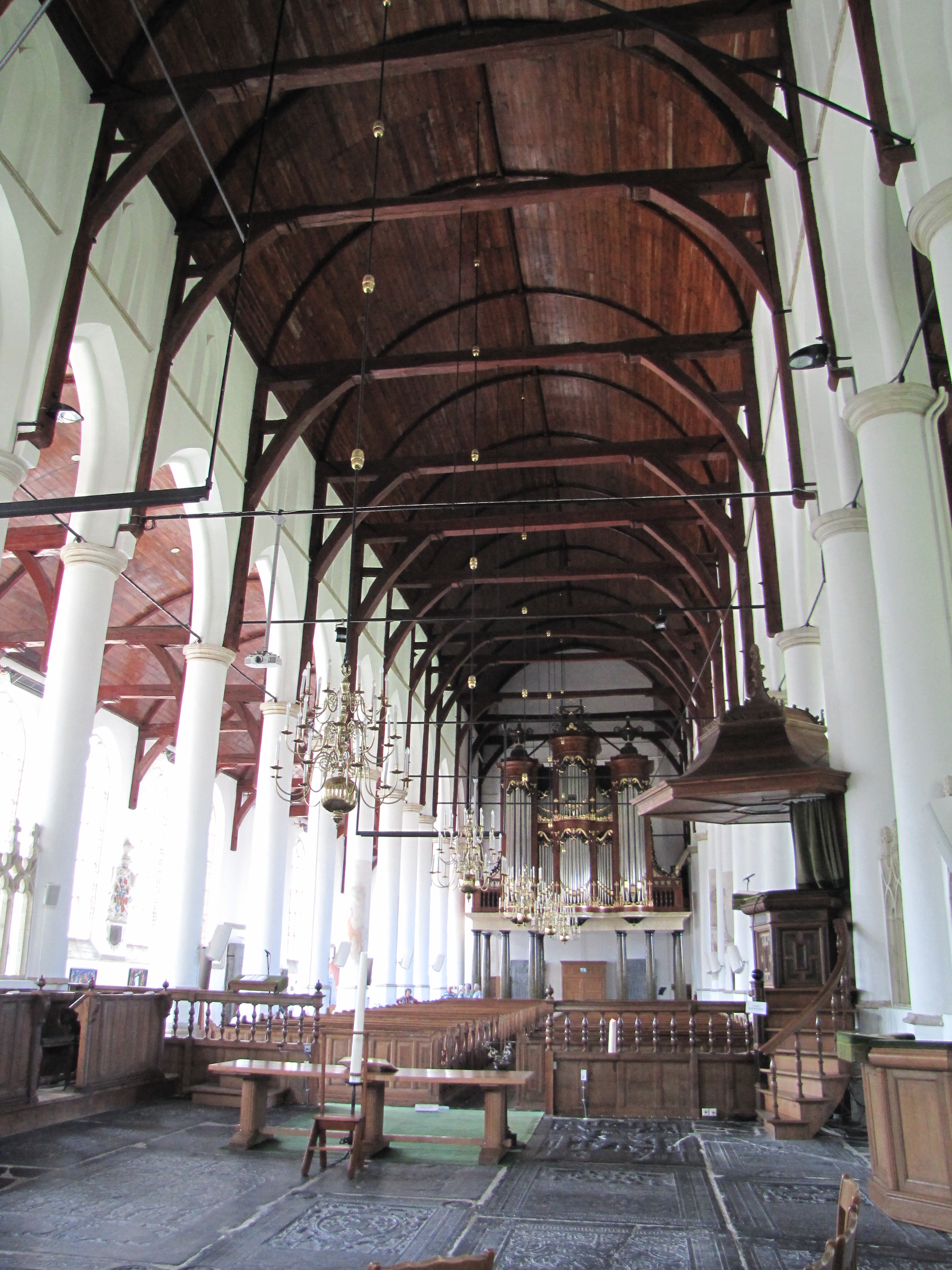
Nave
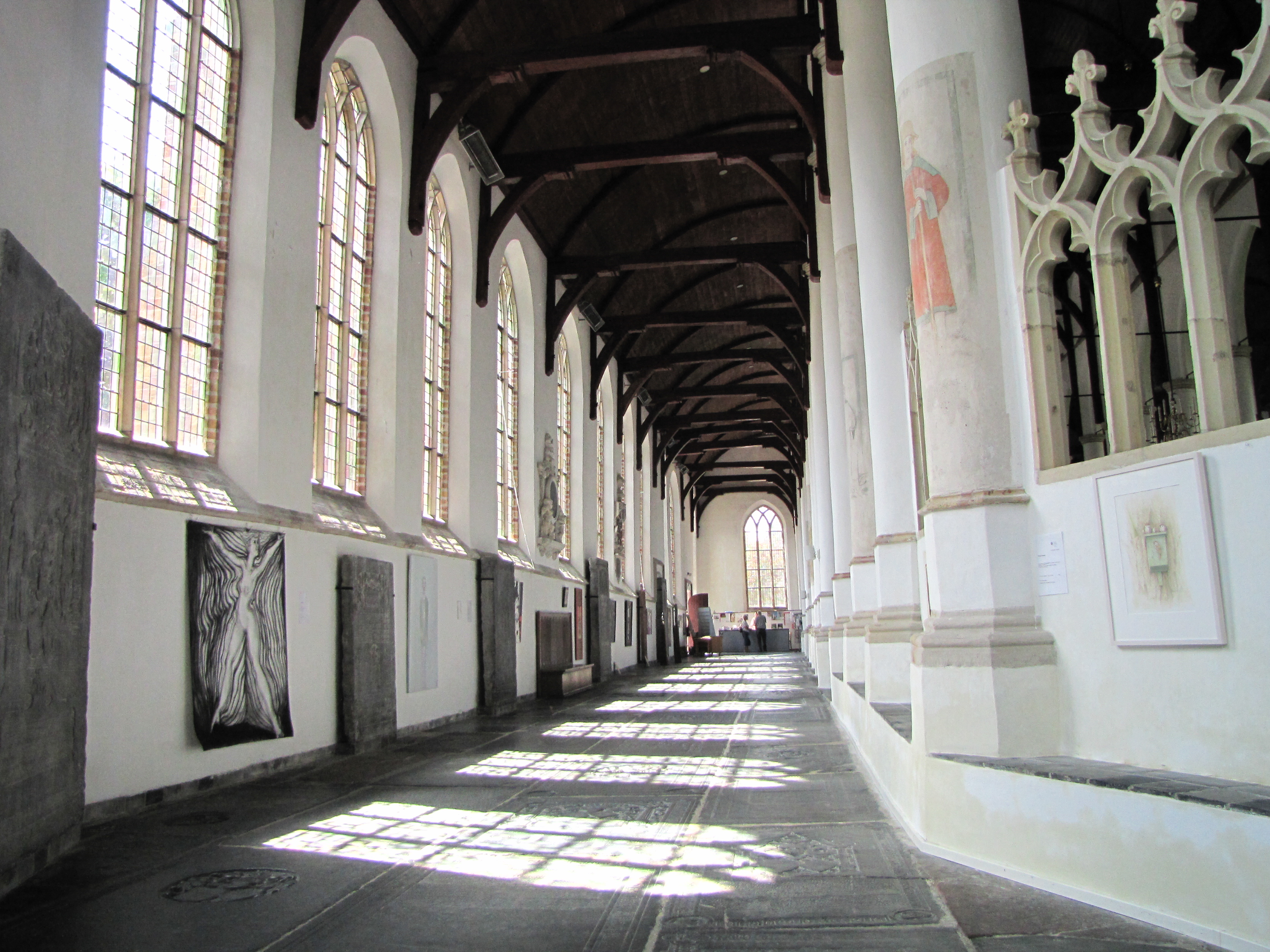
Corredor